# Apeadero de Tancos
El Apeadero de Tancos es una estación ferroviaria de la Línea de la Beira Baixa, que sirve a la localidad de Tancos, en el Distrito de Santarém, en Portugal.

## Historia
El tramo entre las Estaciones de Santarém y Abrantes, donde este apeadero se encuentra, abrió el 7 de noviembre de 1862, como parte del entonces denominado Ferrocarril del Este.